# Ленор (језеро)
Ленор (енгл. Lenore Lake) је бочато језеро у централном делу канадске провинције Саскачеван. Део је знатно већег језерског система ког чини неколико сланих (Бејзин, Мидл, Фрог, Марфи, Флет, Ментрап, Хаутон, Дедмус и Валдси) и два слатководна језера (Сент Бру и Бартон). Језеро нема природних ни притока, нити отока. Језеро је важна тачка на миграционој рути птица селица и станиште је бројних рибљих врста (попут смуђа, белице и северне штуке). 
У последњих неколико година ниво воде у језеру расте. Да би се спречило дотицање изразито слане воде из оближњег језера Хаутон, што се негативно одражава на живи свет Леноре, између два језера је 2010. саграђена вештачка преграда.
Некоклико километара североисточно од језера налази се варошица Сент Бру.